# Krešimir Rotim
Krešimir Rotim (Vukovar, 23. travnja 1967.), hrvatski liječnik neurokirurg

## Životopis
Rođen je u Vukovaru 1967. godine. Diplomirao je u Zagrebu na Medicinskom fakultetu Sveučilišta u Zagrebu 1991. godine. Godine 1998. položio je specijalistički ispit iz neurokirurgije te nastavio raditi u Klinici za neurokurgiju KBC Zagreb. Rujna 2000. obranio je na istom fakultetu disertaciju Endoskopska ventrikulostomija treće mozgovne klijetke ultrazvučnom kontaktnom mikrosondom. Predstojnik Klinike za neurokirurgiju KBC Sestara milosrdnica od kraja 2006. godine. Travnja 2008. izabran je na mjesto ravnatelja istog KBC-a te pripojenih bolnica; Klinike za tumore, Klinike za dječje bolesti Zagreb i Klinike za traumatologiju, i tu je dužnost obnašao do travnja 2012. godine. Predaje na Zdravstvenom veleučilištu u Zagrebu predmete Anatomija i Kirurgija. Na Medicinskom fakultetu u Splitu predaje od rujna 2009. godine na katedri Kirurgija i isti predmet na Medicinskom fakultetu Sveučilišta u Mostaru od prosinca 2009. godine. Od 2010. godine je docent za znanstveno područje Biomedicine i zdravstva, polje Kliničke medicinske znanosti, grana Kirurgija na Medicinskom fakultetu Sveučilišta u Zagrebu te radi na Katedri za kirurgiju i pri KBC Sestara milosrdnica. Hrvatski sabor ga je srpnja 2011. godine imenovao za člana Nacionalnog zdravstvenog vijeća. Ravnatelj je Zdravstvenog veleučilišta u Zagrebu.
Predsjednik je Hrvatskoga društva za cerebrovaskularnu neurokirurgiju te Hrvatskog društva za spinalnu kirurgiju Hrvatskoga liječničkog zbora, Udruženja neurokirurga jugoistočne Europe (SeENS). Član je Matičnog povjerenstva za biomedicinu i zdravstvo te Saborskog (parlamentarnog) odbora za znanost Hrvatskog sabora.

## Radovi
Objavio je 119 znanstvenih i stručnih radova te kongresnih priopćenja u domaćim i međunarodnim znanstvenim i stručnim časopisima te 4 stručne i znanstvene knjige.

## Priznanja
Odlukom Predsjednika Republike Hrvatske dobio je odličje Reda Danice hrvatske s likom Katarine Zrinske. Godine 2010. izabran je za znanstvenika godine odnosno dobio je nagradu Večernjakov pečat.

## Vanjske poveznice
- Hrvatski liječnički zbor  Arhivirana inačica izvorne stranice od 22. listopada 2019. (Wayback Machine) Životopis: prof.dr.sc. Krešimir Rotim, dr.med. – predsjednik Stručnog savjeta HLZ-a
- Tko je tko u hrvatskoj znanosti  Arhivirana inačica izvorne stranice od 12. lipnja 2007. (Wayback Machine)